# Чабан Тарас Олександрович
Тара́с Олекса́ндрович Чаба́н (7 лютого 1984, Нововолинськ Волинської області — 26 вересня 2022, село Гряниківка в Дворічанській селищній громаді Куп'янського району Харківської області) — український військовослужбовець.

## Біографія
Тарас Чабан здобув вищу освіту в Тернопільському національному економічному університеті. Працював зварювальником, потім — водієм міжнародних автомобільних перевезень вантажів.
У війську служив у складі 14-ї окремої механізованої бригади імені князя Романа Великого, що брала участь у бойових діях на сході України. Його знали як людину з гумором та завжди готову допомогти іншим. Він був ладен пожертвувати життям для захисту своїх побратимів, відданий службі та завжди прагнув досягти найкращих результатів.
Похований на Алеї слави Героїв на міському кладовищі Нововолинська.
Був одружений і мав двох дітей — старшого сина Матвія, якому на момент його загибелі було вісім років, та меншу доньку Мілану, якій на той час було всього три роки.

## Нагороди
- Орден «За мужність» III ступеня.[2]